# Misumena ritujae
Misumena ritujae là một loài nhện trong họ Thomisidae.
Loài này thuộc chi Misumena. Misumena ritujae được Pawan U. Gajbe miêu tả năm 2008.